# Albany, Texas
Albany är en ort (city) i Shackelford County i delstaten Texas i USA. Orten hade 1 854 invånare, på en yta av 4,06 km² (2020). Albany är administrativ huvudort (county seat) i Shackelford County.